# Isla Tongo
Isla Tongo  (en albanés: Ishulli i Tongo) es una isla en el Mar Jónico en la costa de Albania, cerca de Butrinto. Tongo se encuentra en el sur de Albania muy cerca de su último tramo de costa. Está muy cerca de Grecia y su tramo más septentrional costero continental. Se trata de un territorio a solo 270 m (886 pies) de la vecina Grecia.
La longitud máxima de esta isla se estima en 230 m (755 pies) y su anchura máxima en unos 180 m (591 pies). La isla cuenta con playas de fina arena en sus costas este y rocosas en el oeste y se gestiona principalmente en bosques densos.
La isla no tiene habitantes permanentes.